# Vörösfejű küllő
A vörösfejű küllő (Melanerpes erythrocephalus) a madarak (Aves) osztályának harkályalakúak (Piciformes) rendjébe, ezen belül a harkályfélék (Picidae) családjába tartozó faj.
A Melanerpes madárnem típusfaja.

## Előfordulása
Kanada déli részén és az Amerikai Egyesült Államok keleti és középső részén él. Nyílt ligetekben, ritkás erdőkben fészkel, télen a sűrű erdőkbe vonul.

## Alfajai
- Melanerpes erythrocephalus brodkorbi
- Melanerpes erythrocephalus caurinus
- Melanerpes erythrocephalus erythrocephalus

## Megjelenése
Testhossza 21-24 centiméter, testtömege 56-97 gramm körüli. Feje és nyaka vörös, a hasa fehér, háta és farka fekete.
|  |

## Életmódja
Rovarokat és növényi részeket eszik, télen nagy csapatokban délre vonul és makkal táplálkozik. Üregekbe az élelemből nagy tartalékot gyűjt, de van hogy később hozzá sem nyúl.

## Szaporodása
Fákba, oszlopokba vájt üregbe rakja tojásait. Fészekalja 4-7 tojásból áll, melyen 14-16 napig kotlik.